# Едді Іззард
Едвард Джон «Едді» Іззард (англ. Edward John «Eddie» Izzard, нар. 7 лютого 1962) — англійська стендап-комікеса та драматична акторка. Її комедійний стиль: хаотичний, ексцентричний монолог та самовідносні пантоміми. Крім гастролей, вона знімається на телебаченні і у кіно, грає у спектаклях та займається благодійністю. Відома як трансгендерна жінка. Лауреатка Еммі.

## Стиль виступу
На стиль Іззард сильно вплинула комік-група «Монті Пайтон», у якої вона перейняла метод «потоку свідомості». Через дислексію вона переважно не працює за сценарієм. Під час своїх виступів Іззард перестрибує з теми на тему, перебиває саму себе ідеями нових жартів, перетворює персонажів, яких вона зображує, в інших персонажів, тощо. При зміні тем утворюються паузи, які Іззард заповнює вигуками, що стали її візитною карткою («так що, так» й інше). Вона часто відзначає реакцію публіки на жарти, роблячи вигляд, що пише у блокноті («має бути смішніше», «ось я їх і втратила», «вони мені не повірили», «вони не у захваті, більше так не робити»), задає аудиторії питання, відповідає на репліки із залу.
Серед основних комічних прийомів Іззард — пародія та пантоміма. Зображуючи бога, вона говорить голосом англійського актора Джеймса Мейсона, зображуючи Ноя — голосом Шона Коннері, причому вона використовує ці пародії у різних програмах. Іззард також постійно зображує тварин, різні механічні дії, тощо. Вдалі образи, такі як її шотландська вчителька по кларнету місіс Бедкрамбл, переходять з програми у програму.
Іззард часто моделює вигадані ситуації з історичними або міфологічними персонажами (сценка з походом Ісуса Христа до динозаврів та ін.).
В одному з інтерв'ю Едді Іззард так висловилася про свій комічний стиль:
Я просто мелю повну нісенітницю. Історія, політика… я помітила, що ніхто не говорить про історію, і скрізь валяється купа історій. Всі вони безкоштовні та всі вони у Вікіпедії! Я читаю Вікіпедію, як божевільна ідіотка. Потім я беру всі ці історії та переказую їх з дивної точки зору. Оригінальний текст (англ.)
I just talk complete bullshit. The history, the politics, I noticed that no one was using history, so there's a lot of history lying about the place, and it's all free, and it's on Wikipedia! You know, I use Wikipedia like a crazy idiot, now. Then I take all this stuff, and I regurgitate it into a weird angle.

2008 року, у своєму турне Stripped, Іззард почала використовувати Вікіпедію як частину свого стендапа, читаючи з iPhone та висміюючи стиль редагування Вікіпедії.
Головний прийом Іззард — її здатність придумувати абсурдні ситуації прямо під час виступу. Вона також приділяє багато уваги своїй персоні, особливо темі своєї трансгендерності.

## Відгуки
18 березня 2007 Іззард був третім з 100 стендап-коміків у програмі «100 Greatest Comedians» англійського телеканалу Channel 4. 2005 року був 20-м у списку програми «The Comedian's Comedian». 75 місце у програмі «100 Greatest Stand-ups of All Time» американського телеканалу Comedy Central. Джон Кліз назвав Іззарда «відсутнім Пайтоном» («Lost Python»).
Браян Молко, соліст групи Placebo, говорить: \

«Як на мене, він cross-dresser. Але є різниця між травесті та cross-dresser. Трансвестит це, зазвичай, хлопець, який співає в караоке суботніми вечорами. Образ такий собі drag-queen, дуже трешевий, з бородою, проглядається крізь шар макіяжу. А от з Едді ми виявили схожі думки. Нам подобається носити жіночий одяг для того, щоб мати ту ж свободу, що і жінки, які одягаються у чоловічі речі. Едді часто виходить на сцену з бородою, при макіяжі і у спідниці. Ось цей змішаний жанр мене і цікавить. Ми не підставляємо накладні грудей, щоб бути схожими на жінок. Ми просто намагаємося визначити, що означає бути схожим на чоловіка або на жінку у 2000-х роках».

## Концерти
- Live at the Ambassadors (1993)
- Unrepeatable (1994)
- Definite Article (1996)
- Glorious (1997)
- Dress to Kill (1998)
- Circle (2000)
- Sexie (2003)
- Stripped (2008/2009)
- Force Majeure (2013)

## Фільмографія
| Рік       |    | Українська назва                    | Оригінальна назва                                        | Роль                           |
| --------- | -- | ----------------------------------- | -------------------------------------------------------- | ------------------------------ |
| 1994      | ф  | Відкрити вогонь                     | Open Fire                                                | Річ                            |
| 1995      | ф  | Насувається шторм                   | The Oncoming Storm                                       | Лютор Кітон                    |
| 1996      | ф  | Секретний Агент                     | The Secret Agent                                         | Володимир                      |
| 1998      | ф  | Оксамитова золота жила              | Velvet Goldmine                                          | Джеррі Дівайн                  |
| 1998      | ф  | Месники                             | The Avengers                                             | Бейлі                          |
| 1999      | ф  | Таємничі люди                       | Mystery Men                                              | Тоні Пі                        |
| 1999      | ф  | Кримінал                            | The Criminal                                             | Пітер Г'юм                     |
| 2000      | ф  | Чужа гра                            | Circus                                                   | Трой                           |
| 2000      | ф  | Тінь вампіра                        | Shadow of the Vampire                                    | Густав фон Вангенхайма         |
| 2001      | ф  | Смерть у Голлівуді                  | The Cat's Meow                                           | Чарлі Чаплін                   |
| 2001      | ф  | Диверсанти                          | All the Queen's Men                                      | Тоні Паркер                    |
| 2002      | ф  | Трагедія месника                    | Revengers Tragedy                                        | Хтивий                         |
| 2003      | кф | Глобальне вторгнення                | Alien Invasion (Earth: A Crap Sandwich)                  | Брик                           |
| 2004      | ф  | Блуберри                            | Blueberry                                                | Просить                        |
| 2004      | ф  | П'ятеро дітей та чаклунство         | Five Children and It                                     | Це (озвучення)                 |
| 2004      | ф  | Любов та сигарети                   | Romance & Cigarettes                                     | Джин Вінсент                   |
| 2004      | ф  | Дванадцять друзів Оушена            | Ocean's Twelve                                           | Роман Нагель                   |
| 2005      | ф  | Аристократи                         | The Aristocrats                                          | у ролі самого себе             |
| 2006      | ф  | велика подорож                      | The Wild                                                 | Найджел (озвучення)            |
| 2006      | ф  | Моя супер-колишня                   | My Super Ex-Girlfriend                                   | професор Бедлам                |
| 2007      | ф  | Тринадцять друзів Оушена            | Ocean's Thirteen                                         | Роман Нагель                   |
| 2007      | ф  | Через Всесвіт                       | Across the Universe                                      | містер Кайт                    |
| 2007—2008 | с  | багатство                           | The Riches                                               | Вейн Меллой                    |
| 2008      | мф | Ігор                                | Igor                                                     | доктор Шаденфройде (озвучення) |
| 2008      | ф  | Операція «Валькірія»                | Valkyrie                                                 | Еріх Фельгібель                |
| 2009      | ф  | Гнів                                | Rage                                                     | Тіні Даймондс                  |
| 2009      | тф | День тріффідов                      | The Day of the Triffids                                  | Торренс                        |
| 2009      | ф  | Кожний божий день                   | Івry Day                                                 | Гаррет                         |
| 2009—2011 | с  | Така різна Тара                     | United States of Tara                                    | Джек Гаттарас                  |
| 2009      | ф  | Едді Іззард: Правдива історія       | Believe: The Eddie Izzard Story                          | у ролі самого себе             |
| 2010      | ф  | Хроніки Нарнії: Підкорювач Світанку | The Chronicles of Narnia: The Voyage of the Dawn Treader | Ріпічіп (озвучення)            |
| 2011      | ф  | Тачки 2                             | Cars 2                                                   | Майлз Аксельрод (озвучення)    |
| 2011      | ф  | Втрачене Різдво                     | Lost Christmas                                           | Ентоні                         |
| 2012      | тф | Острів скарбів                      | Treasure Island                                          | Джон Сільвер                   |
| 2013      | тф | Ганнібал                            | Hannibal                                                 | Доктор Абель Гідеон            |
| 2015      | ф  | Все як ти захочеш                   | Absolutely Anything                                      | Директор школи                 |
| 2016      | ф  | Рок Дог                             | Rock Dog                                                 | Ангус Скаттергуд               |
| 2017      | ф  | Lego Фільм: Бетмен                  | The Lego Batman Movie                                    | Волдеморт                      |
| 2017      | ф  | Вікторія та Абдул                   | Victoria & Abdul                                         | Едуард VII                     |
| 2019      | мф | Єті                                 | Abominable                                               | Берніш (озвучення)             |
| 2019      | мф | Пісня імен                          | The Song of Names                                        | диктор на радіо                |
| 2019      | с  | Темний кристал: Доба опору          | The Dark Crystal: Age of Resistance                      | Кадія                          |
| 2021      | с  | Втрачений символ                    | The Lost Symbol                                          | Пітер Соломон                  |
| 2021      | с  | Тримайся ближче                     | Stay Close                                               | Гаррі Саттон                   |